# والتر وايت (لاعب كرة قدم بريطاني)
والتر وايت (بالإنجليزية: Walter White)‏ هو لاعب كرة قدم بريطاني (وحمل سابقاً جنسية المملكة المتحدة لبريطانيا العظمى وأيرلندا) في مركز الهجوم، ولد في 1864 في ولفرهامبتن في المملكة المتحدة. لعب مع وولفرهامبتون واندررز.